# Bellamy (film)
Bellamy is een Franse misdaadfilm uit 2009 onder regie van Claude Chabrol.

## Verhaal
Zoals ieder jaar gaat inspecteur Bellamy met vakantie in Nîmes in het ouderlijk huis van zijn vrouw. Dit jaar krijgt hij onverwachts bezoek van zijn drankzuchtige halfbroer Jacques. Bovendien krijgt hij een telefoontje van een vreemdeling die beweert dat hij iemand heeft vermoord.

## Rolverdeling
- Gérard Depardieu: Paul Bellamy
- Jacques Gamblin: Noël Gentil
- Clovis Cornillac: Jacques Lebas
- Marie Bunel: Françoise Bellamy
- Vahina Giocante: Nadia Sancho
- Rodolphe Pauly: Advocaat
- Adrienne Pauly: Claire Bonheur
- Marie Matheron: Mevrouw Leullet
- Dominique Ratonnat: Arts
- Yves Verhoeven: Alain